# Eugen Ehrlich
Eugen Ehrlich (n. 14 septembrie 1862, Cernăuți, Imperiul Austriac – d. 2 mai 1922, Viena, Republica Austriacă) a fost un savant austriac, jurist și sociolog al dreptului. Este considerat a fi unul dintre fondatorii domeniului modern al sociologiei dreptului. 

## Biografie
Ehrlich s-a născut la Cernăuți, în Ducatul Bucovinei (la acea dată, provincie a Imperiului Austro-Ungar). A studiat dreptul la Viena, unde a predat și a profesat ca avocat înainte de a se întoarce la Cernăuți, ca profesor la universitatea locală. Ehrlich a rămas la Cernăuți pentru restul carierei sale didactice, fiind și rector al Universității în perioada 1906-1907. În timpul agitației Primului Război Mondial, când Cernăuțul a fost ocupat de mai multe ori de forțele ruse, s-a mutat în Elveția. După destrămarea Imperiului Austro-Ungar și unirea Bucovinei cu România, Ehrlich a plănuit să se întoarcă la la Cernăuți, unde i s-ar fi cerut să predea în limba română. A murit de diabet la Viena (Austria) în 1922. 

## Carieră
Experiența lui Ehrlich cu privire la cultura dreptului Bucovinei, în care dreptul austriac și spiritul local contrastant păreau să coexiste, l-a determinat să pună sub semnul întrebării noțiunile ierarhice de drept propuse de teoreticieni precum Hans Kelsen. Ehrlich a menționat că teoriile juridice care au recunoscut dreptul doar ca o sumă a statutului și deciziilor judecătorești au creat o imagine inadecvată asupra realității juridice a unei comunități. El a făcut o distincție între normele de decizie și normele sociale (sau normele de conduită). Acestea din urmă guvernează de fapt viața unei societăți și, în anumite condiții, pot fi considerate în mod justificat în conștiința populară, dacă nu chiar de avocați, drept lege. De exemplu, comerțul și obiceiurile acestuia pot fi dezvoltate, recunoscute și respectate de instanțele de judecată ca având valoare normativă și semnificație juridică. 
Ehrlich a afirmat că „legea vieții”, care reglementează viața socială, poate fi foarte diferită de normele de decizie aplicate de instanțe și poate avea uneori o autoritate culturală superioară, pe care avocații nu o pot ignora pur și simplu. Normele de decizie reglementează numai acele dispute care sunt aduse în fața unui tribunal. Legea vieții reprezintă un cadru pentru structurarea de rutină a relațiilor sociale. Sursa sa se află în numeroasele tipuri de asocieri sociale în care oamenii coexistă. Esența sa nu este disputa și litigiul, ci pacea și cooperarea. Ceea ce contează ca lege depinde de ce fel de autoritate există, pentru a-i conferi o semnificație juridică printre cei pe care se presupune că îi reglementează. 
Teoria lui Ehrlich este că sursele autorității legii sunt multiple, iar unele dintre acestea (de natură politică)  pot intra în conflict cu altele (de natură culturală). Dar nu toate normele asociațiilor sociale ar trebui considerate „lege”, în opinia lui Ehrlich. Normele juridice (înțelese din punct de vedere sociologic, mai degrabă decât din punct de vedere juridic) se diferențiază flagrant de cele morale (de natură sentimentală). În plus, normele legale privesc anumite tipuri de relații, tranzacții și circumstanțe pe care le-a descris drept „fapte ale legii” – subiecte sau considerații deosebit de importante pentru reglementarea socială. 